# Podersdorf am See
Podersdorf am See (tiếng Hungary: Pátfalu) là một đô thị ở huyện Neusiedl am See thuộc bang Burgenland phía đông nước Áo. Đô thị này có diện tích 41,73 km², dân số thời điểm ngày 31 tháng 12 năm 2005 là 2044 người. Đô thị này nằm bên bờ biển Neusiedler. Kinh tế địa phương dựa vào ngành du lịch.

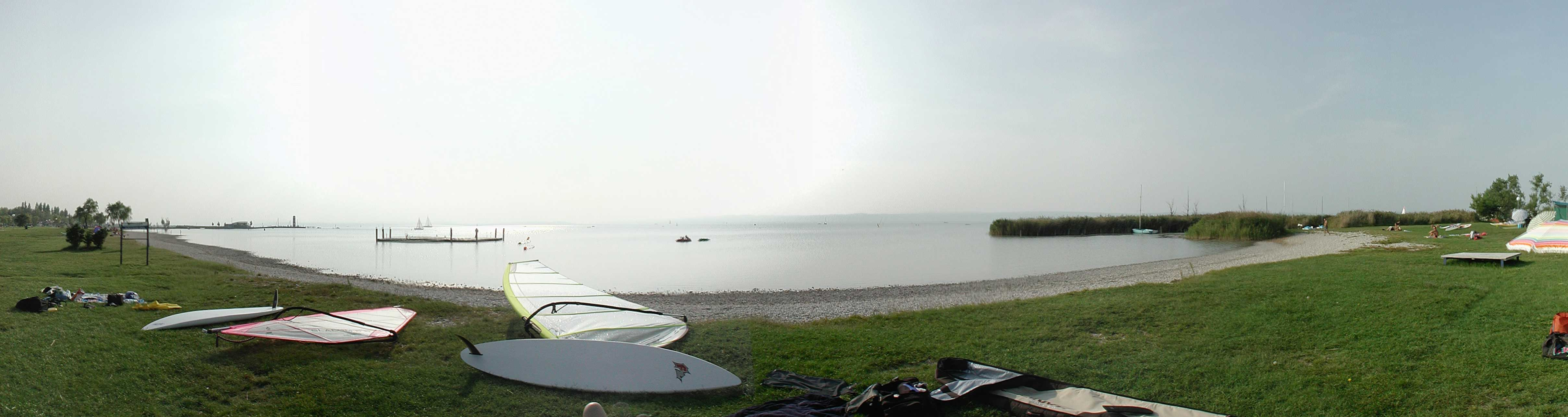
Hồ

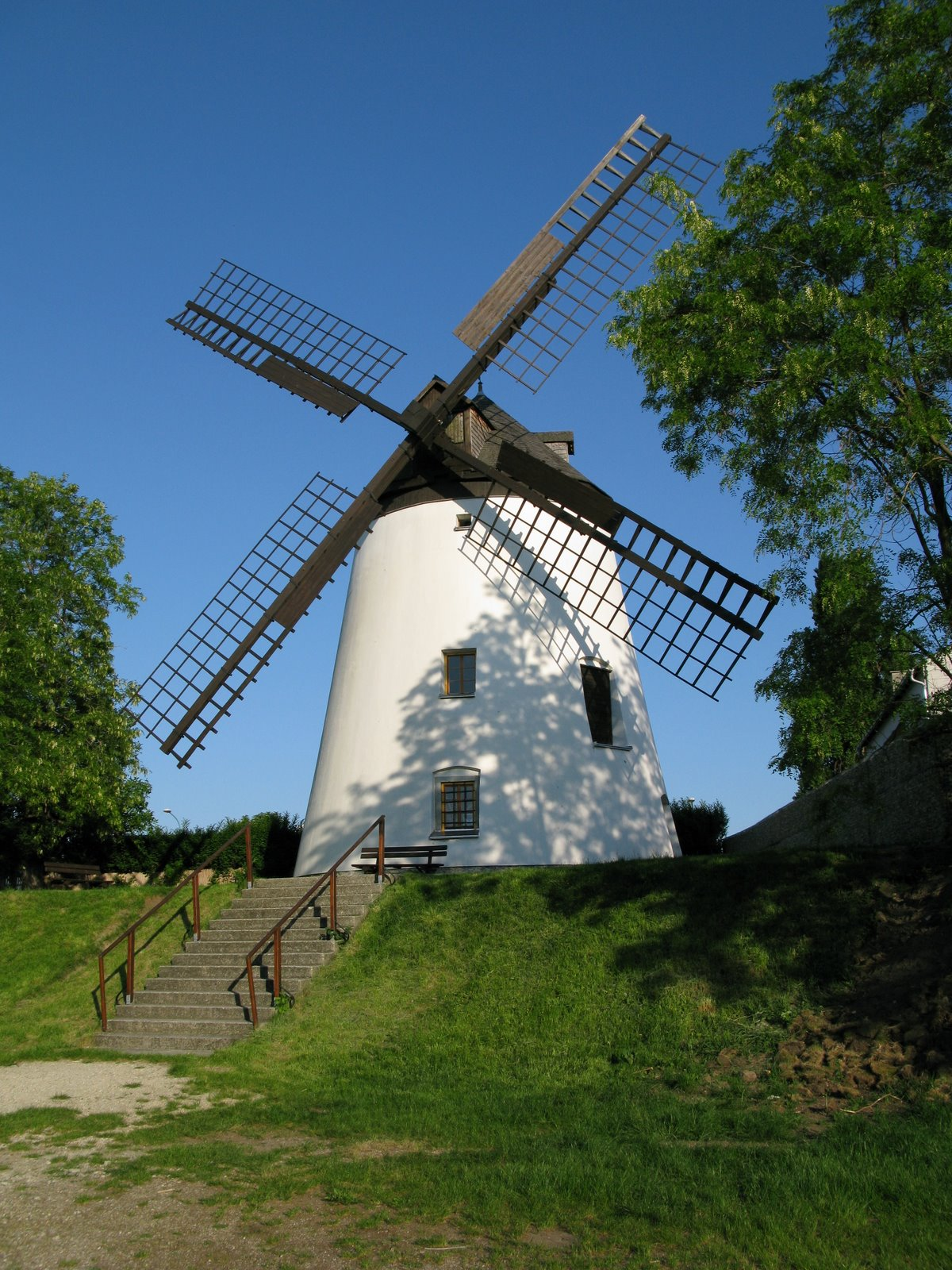
Cối xay gió